# Baške Oštarije
Baške Oštarije  ist kroatisches Bergdorf und Teil des Ortes Brušane in der Gespanschaft Lika-Senj auf 924 m Höhe.
Der Name Oštarije ist romanischen Ursprungs. Mittelpunkt der Ortschaft sind das Hotel Velebno, das nach seiner Beschädigung durch serbischen Granatbeschuss im Krieg (1991–1995) zu einem Vier-Sterne-Hotel erneuert wurde, und die Wallfahrtskirche der Hl. Elisabeth, die mit Spendengeldern von österreichischen Gläubigen restauriert wurde. Westlich des Dorfes Baške Oštarije, auf dem Gebirgssattel Oštarijska vrata, befindet sich ein steinerner Würfel (Kubus, lat.), ein Denkmal aus dem Jahr 1847, das hier anlässlich der Fertigstellung dieser wichtigen Straße über Velebit aufgestellt wurde.
Nicht weit vom Ort befinden sich die Gebirgspässe Oštarijska vrata (928 m) und Baške Oštarije (955 m), letzterer ein Bergpass auf der Straße Gospić–Karlobag, der gleichzeitig die Grenze zwischen dem Mittel- und Süd-Velebit darstellt.
Koordinaten: 44° 32′ N, 15° 10′ O